# Bandits: Phoenix Rising
Bandits: Phoenix Rising là một game đua xe bắn súng lấy bối cảnh vùng hoang mạc thời hậu tận thế. Người chơi theo chân cặp đôi Rewdalf và Fennec khi họ cố gắng sống sót và kiếm được món tiền lớn cùng một lúc. Trò chơi về sau được chuyển thể sang hệ điều hành Linux.
Bandits: Phoenix Rising nhận được số điểm trung bình hoặc cao hơn trong những bài đánh giá của giới phê bình.